# Jan Evangelista Nečas
Jan Evangelista Nečas (25. prosince 1849 Studnice – 30. ledna 1919 Brno) byl český právník a soudce, básník a překladatel.

## Život
Jan Evangelista Nečas (někdy též Neczas) se narodil ve Studnicích u Nového Města na Moravě; na domě čp. 21 má pamětní desku.
Oženil se s Adelhaid, dcerou Josefa Krupky. - Stal se otcem: Marie (* 19. srpna 1878 ve St. Bohumíně - + 22. srpna ve St. Bohumíně), Wladimira Josefa (* 29. června 1880 ve St. Bohumíně, čp. 3 - + 1882 v ?), ...
Od roku 1878 pracoval jako soudní adjunkt v Bohumíně, později se stal okresním soudcem ve Vyškově, Strážnici a Telči. V letech 1897–1904 byl radou zemského soudu v Těšíně, pak v Brně.
Při své soudcovské praxi byl literárně činný: překládal (zejm. z polštiny) a psal básně. Používal též pseudonymy Jan ze Studnic a J. Čas. Nepomíjel však ani tvorbu v oblasti práva. Šlo mu jednak o popularizaci práva, jednak o povznesení právnické jazykové kultury, a to obzvláště v čase, kdy se česká právní věda a praxe vymaňovala z nadvlády a tíživého vlivu němčiny. Jan Evangelista Nečas na tomto poli přispíval k obnově nebo vytvoření české právní terminologie, zejm. svou Terminologií, ale také svými příspěvky v časopise Právník, např. v rubrice Fukar (ročník 1892).
Zemřel v roce 1919 v ústavu choromyslných v Brně ve věku 69 let.

## Dílo

### Poezie
Z poezie Jana Evangelisty Nečase lze uvést:
- 30 básní lyrických  (1884) [7]
- Pohledy do dějin (1886) – 60 básniček [8]
- Biblické příběhy a legendy ze zemí východních (1888) [9]
- Na poli krve (1905) [10]
- Žně smrti (1905), soubor básní reagujících na Rusko-japonskou válku;
- Od srdce k srdci : padesát projevů : řada milostných veršů na dopisnice a do památníků (1911).[11]
- 100 písní k dobré duši (1911) [12]

Svých veršů používal i v boji za češtinu v oblasti práva. Časopis Právník otiskl přinejmenším dvě jeho krátké básně.
- Versus memoriales k jurisdikční normě a civ. řádu soudnímu (1897).

Některé jeho verše jiní autoři zhudebnili, např.:
- Ty mocný, silný, veliký (1905), dnes pod č. 905 součást Kancionálu. Společného zpěvníku českých a moravských diecézí; nápěv vytvořil Karel Eichler.

### Průvodce
- Pernštýn a poříčí Svratky z Tišnova ku pramenům (1903) [13]

### Právnické dílo
- O právních poměrech kontribučenských fondů na Moravě od jich zákonitého zřízení před 100 lety až na naše časy (1788-1888) (1889) [14]
- Rádce pro poručníky a opatrovníky (1889);
- Čím a jak ochrániti rolnictva? (1890) [15]
- Sekvestrace (1891) – dle zákonův i četných rozhodnutí nejvyššího soudu pro potřebu praktickou [16]
- Vzorce protokolů, rozsudkův a výměrů soudních k řízení spornému i nespornému (1892);
- Deutsch-böhmische juridische Terminologie = Německo-české názvosloví právnické (1893), recenzi profesora Miřičky je v časopise Právník (1892, str. 574), dále v Právníku (1893, str. 693 a 732);[17]
- Praktické porady a pokyny právní (1894), zde [Nečas] chce rozšířiti v lidu nejelementárnější vědomosti o právu a správě spravedlnosti. Způsobem každému snadno pochopitelným vysvětluje, jak zřízeny jsou soudy, kdo jest oprávněn sepisovati právní spisy, co se děje se spisy k soudu podanými, jaké následky má zmeškání stání nebo zanedbání lhůty, jak zřízeny jsou knihy pozemkové aj.[18];
- Naše nové řízení bagatelní před soudy okresními a živnostenskými (1898);
- Německo-české názvosloví právnické (1900); * Německo-české názvosloví právnické (1900) [19]
- Kytička humoru z praxe právnické (1904) [20]
- Malá čítanka právnická (1907);
- Čítanka o našem právu : pro náš lid (1911).

#### Z časopisu Právník
- Názvosloví právnické (1890, str. 831);
- Fukar (1892, str. 71, 144, 179 a 215);
- K češtině právnické (1893, str. 811);
- v ročníku 1894, str. 672 Nečas brojí proti užívání neosobních obratů na způsob „obecní úřad se žádá“, „strany a svědkové se volají“, „důkaz se připouští“ a navrhuje za ně konkrétní náhrady jako „soud povoluje, povoleno jest, máte povoleno“, místo „o tom uvědomují se“ navrhuje „věztež o tom“, dnes „na vědomí“;
- v ročníku 1896 Nečas referuje o nových českých překladech nových rakouských zákonů. Na str. 599 pak např. kritizuje překlad německého Bekämpfung (eines Anspruches...) jako „porážení“ a místo tohoto příliš drsného, hrubou sílu připomínajícího překladu navrhuje „příhodnější obraz od stromu vzatý: mocně působícími důvody mohou býti nárok, tvrzení, odvolací důvody vyvráceny“, jak je zvykem říkat dnes;
- Spravedlnost základ říší! (1905, str. 674), báseň k neutěšeným jazykovým poměrům ve Slezsku;
- Sbírej, kdo jsi české řeči ctitel! S germanismy roztrhl se pytel! (1907, str. 108), brusičsky laděná báseň.

### Překlady
Z překladů lze uvést:
- Antoni Malczewski: Marie: pověsť ukrajinská (1882);
- Básně Miriamovy: (Zenona Przesmyckého z Varšavy) (asi 1886);
- Tři básně Julia Słowackého (1882).
- Tři pověsti (1883) [21]
- Vybrané bajky Aesopovy i Phaedrovy (1888) [22]

### Bajky a legendy
- Biblické příběhy a legendy ze zemí východních (1888) [23]